# Tsukubamonas
Tsukubea es un filo de protistas del supergrupo Excavata que comprende exclusivamente el género  Tsukubamonas. Son organismos con células desnudas de forma esférica, altamente vacuolados y biflagelados que nadan con un movimiento de rotación. Presentan un surco de alimentación utilizado para capturar presas.